# Naka Futō (Kobe Port Liner)
Naka Futō (中埠頭駅, Naka Futō Eki) est une station de la Port Liner du métro automatique de Kobe New Transit. Elle est située 7 Minatojima Nakamachi, dans l'arrondissement Chūō-ku de Kobe, dans la préfecture de Hyōgo au Japon.
Mise en service en 1981, elle est desservie par les rames de la ligne Port Liner Boucle.

## Situation sur le réseau

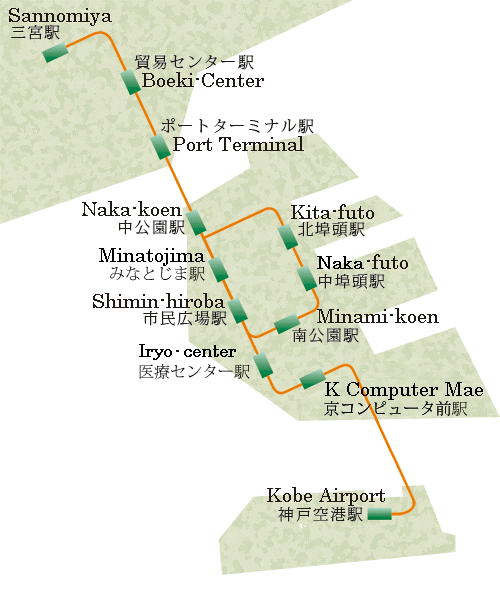
Plan de la ligne.

Établie en aérien Naka Futō est une station de passage de la Port Liner de Kobe New Transit. sur la section Port Liner Boucle à voie unique, elle est située entre la station Minami Kōen  et la station Kita Futō, en direction du terminuz Sannomiya.
Elle dispose de la voie unique qui dessert un quai latéral.

## Histoire
La station Naka Futō est mise en service le 5 février 1981, lorsque la compagnie Kobe New Transit ouvre à l'exploitation les 6,4 km, avec neuf stations, de la première section de sa ligne Port Liner de son métro automatique.